# Dokumentationsstätte „Gelsenkirchen im Nationalsozialismus“
Die Dokumentationsstätte „Gelsenkirchen im Nationalsozialismus“ wird vom Institut für Stadtgeschichte der Stadt Gelsenkirchen betrieben. Sie enthält eine museale Dauerausstellung und eine Präsenzbibliothek und veranstaltet Seminare.
Die Dokumentationsstätte liegt in Gelsenkirchen-Erle an der Cranger Straße 323 in einem 1907 gebauten ehemaligen Polizeigebäude. Sie wurde am 8. Mai 1994 eröffnet. Eine neu gestaltete Version der Dauerausstellung ist seit dem 8. Mai 2015 zu sehen. Sie stellt das alltägliche Leben in Gelsenkirchen in der Zeit des Nationalsozialismus von 1933 bis 1945 dar.
Diese Dauerausstellung ist grundsätzlich für Schulkinder ab der Jahrgangsstufe 7 geeignet. Der Eintritt ist kostenlos. Kostenlose Führungen für Schulklassen und andere Gruppen sind gemäß Vereinbarungen möglich.